# Gudivabanahalli, Chintamani
Gudivabanahalli là một làng thuộc tehsil Chintamani, huyện Kolar, bang Karnataka, Ấn Độ.